# Клавдія Квінта

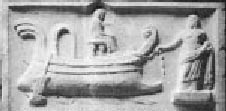
Клавдія Квінта тягне корабель. Стародавній вівтар

Клавдія Квінта  (лат. Claudia Quinta) — видатна римська весталка, яка жила у III столітті до н.е., приблизно в період Другої Пунічної війни. Вона здобула популярність завдяки своїй ключовій ролі у перенесенні священної статуї богині Кібели (Великої Матері) з Малої Азії до Риму у 204 році до н.е. Її історія є яскравим прикладом релігійної побожності та громадянської чесноти, а також драматичного випробування та реабілітації репутації у римському суспільстві.

## Ранні роки та репутація
Клавдія Квінта належала до знатного плебейського роду Клавдіїв, однієї з найвпливовіших та найстаріших родин Риму. Хоча вона походила зі шляхетного роду, її репутація була дещо заплямована чутками про її поведінку, можливо, через її незалежний та нетрадиційний для римської матрони спосіб життя. Вона була об'єктом пліток, які ставили під сумнів її castitas (цнотливість) або pudicitia (скромність).

## Перенесення культу Кібели до Риму
У 204 році до н.е., під час Другої Пунічної війни, коли Ганнібал все ще перебував на італійській землі, Сивілінські книги пророкували, що ворог покине Італію, якщо статуя Великої Матері (Кібели) буде доставлена з Пессінунту (Фригія) до Риму. Римляни відправили делегацію до царя Аттала I з Пергам, щоб отримати священний чорний аніконічний камінь богині.

## Чудо Клавдії Квінти
Коли корабель, що перевозив статую Кібели, прибув до гирла Тибру поблизу Остія, він сів на мілину і його не могли зрушити з місця. У цей момент, коли репутація Клавдії Квінти була під сумнівом, вона виступила вперед. За легендою, вона помолилася богині, просячи її підтвердити свою невинність, і, прив'язавши корабель до свого пояса, сама змогла потягнути його з мілини. Цей акт був розцінений як диво, що підтвердило її цнотливість та божественну прихильність, повністю реабілітувавши її ім'я в очах римлян.

## Пізніше життя та спадщина
Після цього дива Клавдія Квінта стала символом римської цнотливості та побожності. Її історія передавалася з покоління в покоління і згадувалася численними римськими авторами, включаючи Лівій, Овідій, Сілій Італік та Цицерон. Її статуя була розміщена у вестибюлі храму Великої Матері на Палатинському пагорбі і, як вважалося, чудесним чином вціліла під час двох пожеж, що знищили сам храм. Історія Клавдії Квінти підкреслювала важливість релігійної віри та моральної чистоти в римському суспільстві.